# Wójtowie wileńscy
Wójt wileński – przedstawiciel wielkiego księcia w Wilnie po otrzymaniu przez miasto samorządu opartego na prawie niemieckim na mocy przywileju Władysława Jagiełły z 22 marca 1387 roku. 

## Lista wójtów wileńskich
- Wyszkone – wzmiankowany 9 kwietnia 1397)
- Niclos der Alde – wzmiankowany ok. 1414 roku)
- Stanisław Ławrynowicz – wzmiankowany w 1458 i 1468 roku)
- Bogusław – wzmiankowany w 1471 i 1473 roku
- Jachno Ławrynowicz – wzmiankowany w 1485 i 1510 roku, zm. 1510

| Okres sprawowania urzędu | Imię                                  | Portret | Miejsce urodzenia | Lata życia           | Uwagi                                                                   |
| ------------------------ | ------------------------------------- | ------- | ----------------- | -------------------- | ----------------------------------------------------------------------- |
| od 1506                  | Mikołaj Ostocki (Ostoczek, Otoczek)   |         |                   |                      |                                                                         |
| 1527-1551                | Szczęsny (Feliks) Lankurga (Langurga) |         | Kraków            | zm. 26 III 1551      |                                                                         |
| 1552-1582                | Augustyn Mieleski Rotundus            |         | Wieluń            | zm. 20 III 1582      | sekretarz JKM, doktor obojga praw                                       |
| 1582-1582                | Mikołaj Wojciechowicz Jasieński       |         | Wieluń            | zm. przed 5 II 1600  | pisarz WKL, podkomorzy                                                  |
| 1582-1588                | Stanisław Sabinka                     |         | Stradom           | zm. ok. 1588/89      |                                                                         |
| 1588-1610                | Mateusz Borzymiński                   |         |                   |                      |                                                                         |
| 1610-1620                | Aleksander Chalecki                   |         |                   |                      | sekretarz JKM                                                           |
| 1621-1649                | Tomasz Bildziukiewicz                 |         |                   | zm. ok. X 1649       | sekretarz JKM                                                           |
| 1649-1649                | Jan Ardekas                           |         |                   |                      | pokojowy JKM, ustąpił gdyż nominacja była bezprawna                     |
| 1649-1659                | Józef Piotrowicz                      |         |                   | zm. 1659             | sekretarz JKM, pisarz radziecki                                         |
| 1662-1666                | Stefan Karol Byliński                 |         |                   | zm. 25 III 1666      | sekretarz JKM, rajca                                                    |
| 1666-1680                | Andrzej Franciszek Kotowicz           |         |                   | zm. przed 17 II 1680 | pisarz WKL                                                              |
| 1680-1683                | Bartłomiej Cynaki                     |         |                   |                      | sekretarz JKM, rajca, burmistrz wileński                                |
| 1684-1691                | Andrzej Benedykt Gierkiewicz          |         |                   |                      | sekretarz JKM, rajca, burmistrz wileński                                |
| 1691-1700                | Jan Kazimierz Leszkiewicz             |         |                   | zm. 30 X 1700        | sekretarz JKM, rajca, regent kancelarii dekretowej                      |
| 1700-1707                | Stefan Moroz                          |         |                   |                      | burmistrz wileński                                                      |
| 1712-1713                | Daniel Boez                           |         |                   |                      | doktor medycyny i filozofii, ławnik                                     |
| 1709-1712, 1713-1729     | Jakub Stefanowicz Wargałowski         |         |                   |                      | sekretarz JKM, burmistrz wileński, administrator wójtostwa wieleńskiego |
| 1713                     | Jan Melchiorini                       |         |                   |                      | sekretarz JKM, rajca, medyk, nie utrzymał się na stanowisku             |